# Albert Alforcea i Granés
Albert Alforcea i Granés (Figueres, 1968) és un il·lustrador, autor, cantautor i instrumentista.
Assisteix a l'acadèmia Àurea de Figueres. Els seus inicis són com a col·laborador a setmanaris locals i feines particulars. Amb el grup Alara Kalama, amb qui treballa com a compositor, cantant i percussionista, publica dos àlbums Aigua viva (1997) i L'essència dels colors (1999). S'especialitza en il·lustració infantil i juvenil al qual «utilitza dos formats: unes guies, en què ens presenta uns personatges que viuen en un univers paral·lel, i les novel·les, en què es desenvolupa una trama amb aquests éssers.» A més de les pròpies creacions és actiu al camp de la il·lustració: realitza portades, samarretes o marxandatge.
L'any 2014 publica Sis i un tros de fusta, un conte construït a base de frases curtes ben cohesionades, d'estil fresc, i amb il·lustracions en gamma de grisos, resoltes amb bon sentit estètic, amb l'ús del tondo (format rodó), que permet a l'artista esprémer un cert gust decorativista.
El 2019 escriu i il·lustra una història Los niños que salvaron la música en homenatge a la banda de rock Queen.

## Obra seleccionada
- El llibre dels éssers fantàstics de Catalunya (Barcelona: 2010)[6]
- Guia de los seres fantásticos del hogar (Barcelona: 2010)[7]
- Rescat al pic de les bruixes, novel·la, (Barcelona: 2010)[8]
- El llibre dels éssers fantàstics de l'escola (Barcelona: 2011)[9]
- Sis i un tros de fusta (Barcelona: 2014)[5]
- Llegendes de bruixes i altres històries dels boscos (Barcelona: 2017)[10]
- Los niños que salvaron la música (Corbera de LLobregat: 2019)[11]